# Лесси (книга)
«Ле́сси» (англ. Lassie Come-Home) — роман англо-американского писателя Эрика Найта (англ. Eric Mowbray Knight; 1897—1943), в котором рассказывается о приключениях колли (шотландской овчарки) Лесси.

## История создания
В 1938 году Эрик Найт опубликовал в журнале «Saturday Evening Post» рассказ «Лесси, вернись!» («Lassie Come-Home»). Он так понравился читателям, что автор решил расширить произведение до размеров романа. Одноименный роман вышел в 1940 г. Он был переведён на 25 языков и неоднократно экранизирован.

## Сюжет
В семье йоркширского шахтёра Сэма Керраклафа живёт колли по кличке Лесси, которая очень привязана к своему молодому хозяину Джо. Когда Сэм теряет работу, он вынужден продать собаку состоятельному дворянину. После нескольких удачных попыток побега колли новый хозяин герцог Радлинг увозит её за сотни миль в своё поместье в Шотландию. Повинуясь инстинкту, Лесси убегает оттуда и возвращается к Джо, пережив по дороге множество приключений.

## Персонажи
- Лесси — трёхцветная колли, преданная своему молодому хозяину Джо Керраклафу, которого каждый день встречала из школы. Когда отец Джо теряет работу и в семье становится недостаточно денег, он продает её герцогу Радлингу, который давно хотел её приобрести. Тот увозит собаку в Шотландию. Но Лесси сбегает из поместья и, пройдя долгий и трудный путь, возвращается к Джо.
- Джо Керраклаф — 12-летний мальчик, сын шахтёра, живущий в посёлке Гринол-Бридж в графстве Йоркшир, Англия. Он настолько привязан к Лесси, что не соглашается заводить в будущем другую собаку. Потому он безумно счастлив, когда Лесси вернулась домой.
- Сэм Керраклаф — отец Джо. Шахтёр, потерявший работу. Он понимает, что в данной ситуации обстоятельства оказались сильнее привязанности сына, и объясняет ему это. В конце книги получает работу у Радлинга в качестве смотрителя за собаками.
- Герцог Радлинг — йоркширский дворянин, имеющий также поместье в Шотландии. Любит поворчать, но в целом человек трезвомыслящий и расчетливый. Не желая забирать у Керраклафов Лесси после того, как она вернулась из Шотландии, он нанимает Сэма к себе на работу.
- Присцилла — внучка герцога, ровесница Джо. Понимает тоску Лесси и способствует её побегу из поместья, открыв ей ворота.
- Хайнз — смотритель за собаками у герцога Радлинга. Возможно, и неплохой собаковод, но часто позволяет чувствам взять над собой верх.
- Фергюссон и Доннел — собаколовы, поймавшие Лесси в шотландском портовом городе, но не сумевшие её удержать.
- Даниел и Далли Фаддены — пожилая супружеская чета, выходившая вконец изможденную Лесси на её пути домой.
- Роули Палмер — разъездной горшечник, который также устраивал представления с участием своей собаки Тутс. Лесси некоторое время была его спутницей и помогла ему спастись от разбойников.
- Сниккерс и Баклс — разбойники, напавшие на Роули и убившие Тутс.

## Экранизации
- «Лесси возвращается домой» («Lassie Come-Home», 1943)
- «Лесси» («Lassie», 2005)

Также образ Лесси как умной и преданной колли был использован в нескольких фильмах и сериалах.

## Прием
Роман получил в 1943 году американскую премию «Выбор молодых читателей» (YRCA).

## Переводы
Роман был опубликован на русском языке под названием Лесси возвращается домой. — М.: ТОО «Теис», 1994. Также есть перевод Надежды Вольпин (Лесси. — СПб.: Азбука-классика, 2004. — ISBN 5-352-01195-X.).